# Weiß-Esche

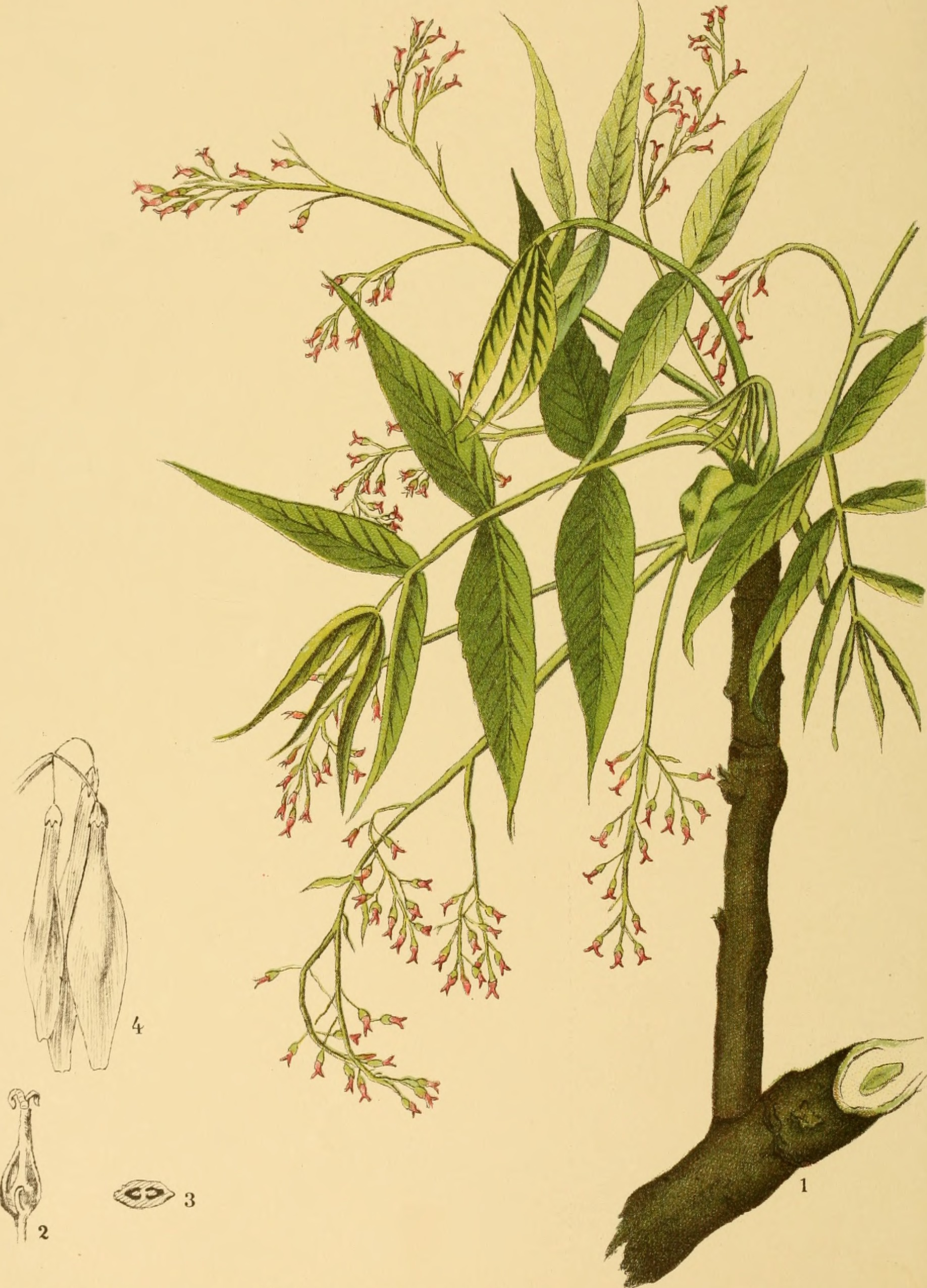
Illustration einer weiblichen Pflanze

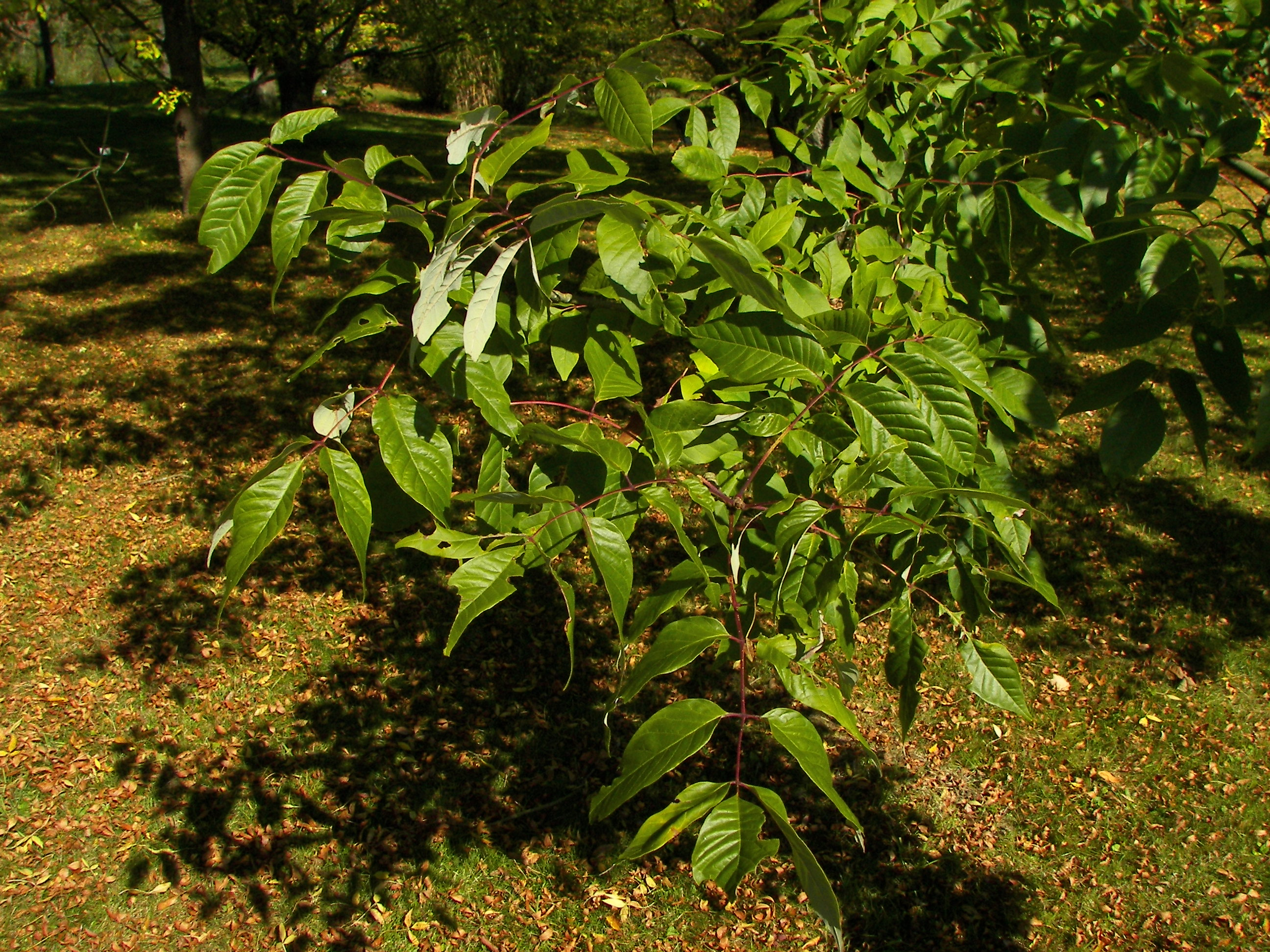
Gefiederte Laubblätter

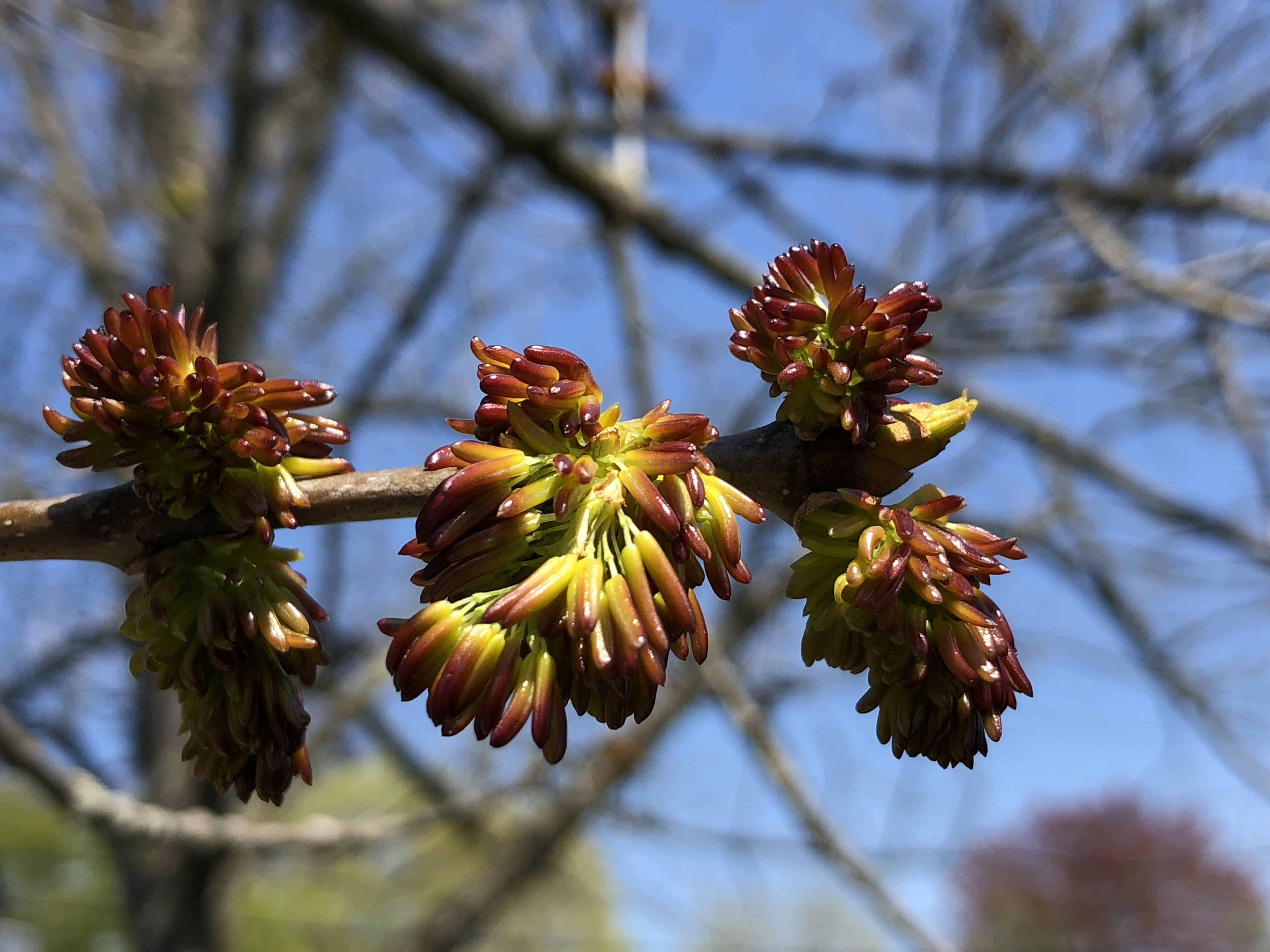
Männliche Blütenstände

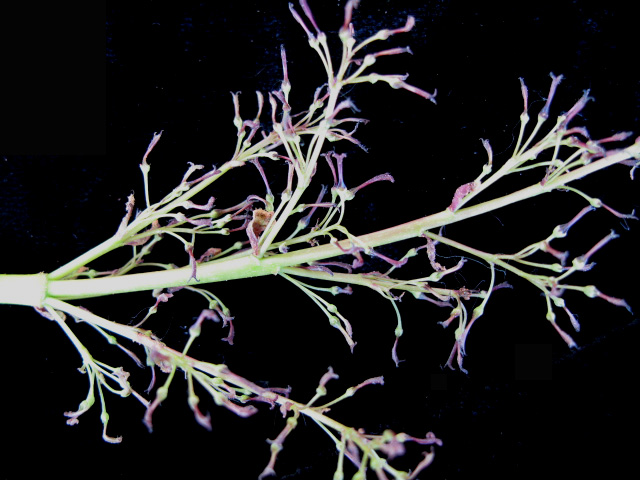
Weibliche Blütenstände

Die Weiß-Esche (Fraxinus americana) ist eine Pflanzenart aus der Gattung der Eschen (Fraxinus) in der Familie der Ölbaumgewächse (Oleaceae).

## Beschreibung
Die Weiß-Esche ist ein laubabwerfender Baum der Wuchshöhen bis 26 m (zuweilen bis 40 m) erreicht. Der Stammdurchmesser erreicht über 1,7 Meter. Die raue, braun-graue bis gräuliche Rinde ist rissig furchig und manchmal abblätternd. Die Baumkrone ist hoch gewölbt und offen. Die Zweige sind dünn und gerade. Die Knospen sind hellbraun, klein und kegelförmig. 
Die gegenständigen, gestielten und oft hängenden Laubblätter sind 12 bis 35 cm lang und unpaarig gefiedert mit 5 bis 9 (meist 7) Fiederblättchen. Die fast sitzenden oder bis 1,5 cm lang gestielten Blättchen sind in der Form variabel, von eiförmig bis elliptisch, seltener verkehrt-eiförmig, ganzrandig bis schwach gesägt und gekerbt sowie zugespitzt, sie weisen eine Länge von 5 bis 15 (18) cm sowie eine Breite von 3 bis 7 cm auf. Sie sind oben dunkelgrün und unten weißgrün bis weißlich. Der Blattaustrieb erfolgt in Mitteleuropa nach der Gemeinen Esche. Die Blüten und einseitig geflügelten Früchte ähneln jenen.
Die Weiß-Esche ist zweihäusig getrenntgeschlechtig (diözisch). Die Blüten erscheinen vor den Blättern in Rispen. Die Blüten mit einfacher Blütenhülle sind eingeschlechtlich, die Kronblätter fehlen.
Als Früchte werden 3 bis 5 Zentimeter lange, flache, einseitig geflügelte und einsamige Nussfrüchte gebildet.
Die Chromosomenzahl beträgt 2n = 46.

## Vorkommen

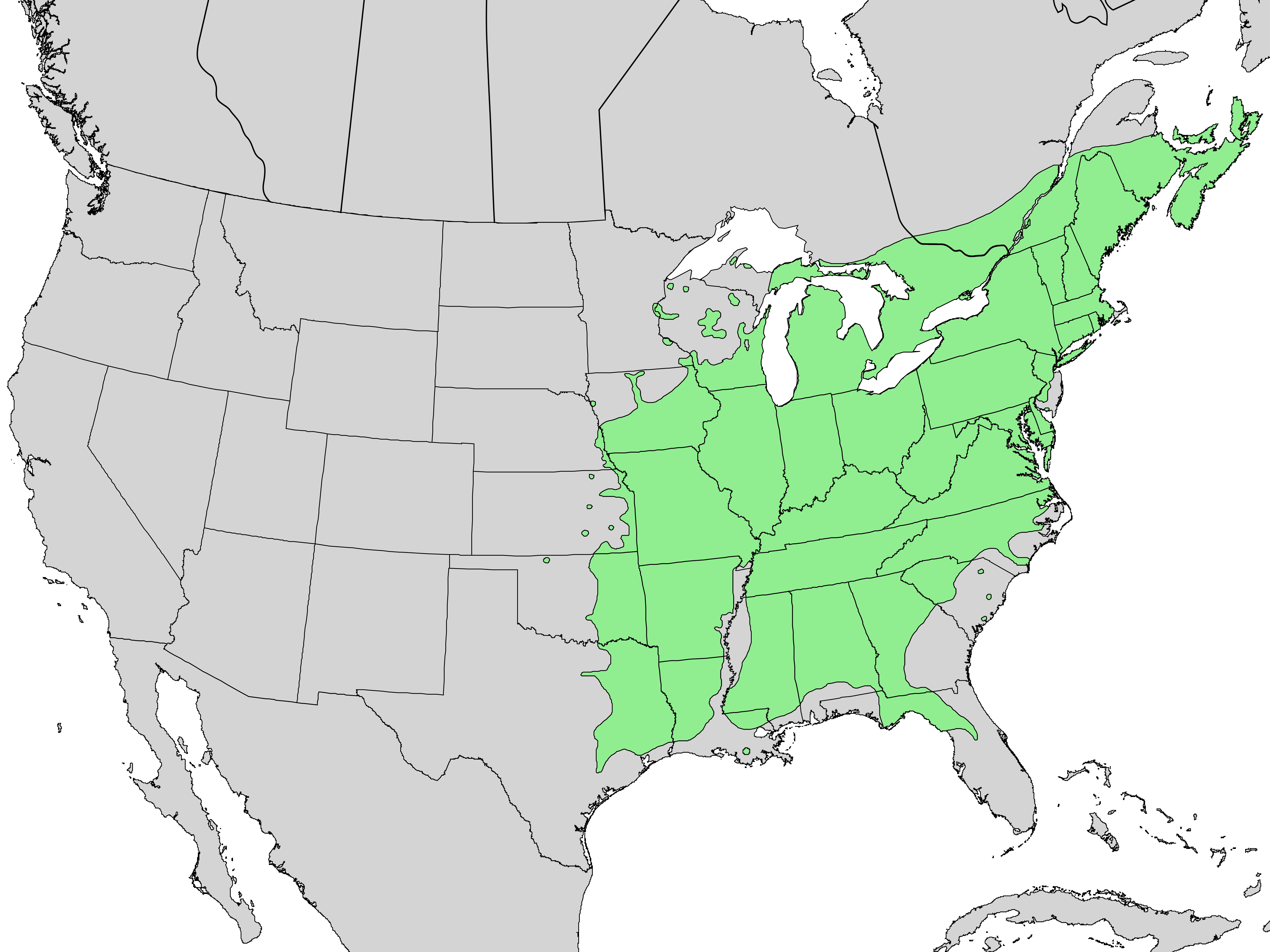
Verbreitung der Weiß-Esche auf dem nordamerikanischen Kontinent

Die Weiß-Esche ist die häufigste und forstlich wichtigste Eschenart Nordamerikas. Ihr Verbreitungsgebiet liegt in der östlichen Hälfte Nordamerikas, und zwar von Nordflorida und Osttexas im Süden bis nach Neubraunschweig und Ontario in Kanada. Die Weiß-Esche stellt hohe Ansprüche an die Nährstoffversorgung und Bodenfeuchte. Sie wächst entlang von Bächen und auf feuchten Böden und verträgt zeitweilige Überflutungen. In der Jugend ist sie relativ schattentolerant, stellt aber im Alter hohe Ansprüche an den Lichteinfall. Sie kommt in Laubmischwäldern mit Zuckerahorn, Tulpenbaum, Amerikanischer Buche, Amerikanischem Amberbaum, Sumpfeiche und verschiedenen Hickorynussarten vor. Sie ist eine Art der Liriodendretalia-Wälder sowie der Ulmen-Silberahornwälder (Ulmo-Aceretalia sacharini). Sie steigt im Norden bis auf Höhenlagen von 600 Meter, im Süden bis auf 1500 Meter.
Die Weiß-Esche wurde 1724 nach Europa eingeführt und wächst verbreitet in Mitteleuropa.

## Systematik
Fraxinus americana wurde 1753 durch Carl von Linné in Species Plantarum, 2, S. 1057 erstveröffentlicht. Synonyme für Fraxinus americana L. sind: Fraxinus americana var. biltmoreana (Beadle) J.Wright ex Fernald, Fraxinus biltmoreana Beadle. Fraxinus americana gehört zur Sektion Melioides aus der Gattung der Fraxinus. Nach R. Govaerts ist auch Fraxinus albicans Buckley ein Synonym von Fraxinus americana L. Das Verbreitungsgebiet erstreckt sich dann auch bis Mexiko.

## Nutzung
Das ringporige Holz der Weiß-Esche ist hart, zäh, schwer und sehr elastisch. Der Splint ist hell-weißlich, das Kernholz braun. Es wird ähnlich dem Holz der Gemeinen Esche verwendet.

## Schädlinge
Der Hauptschädling der Weiß-Esche ist der Asiatische Eschenprachtkäfer (Agrilus planipennis, Emerald ash borer). Dieses Insekt wurde erstmals im Jahr 2002 als Schadorganismus bei verschiedenen Eschenarten auf dem amerikanischen Kontinent entdeckt. Es handelt sich um eine invasive Spezies, der Käfer ist eigentlich in Asien und im östlichen Russland heimisch und wurde vermutlich mit Verpackungsholz wohl schon in den 1980er oder 1990er Jahren von dort eingeschleppt. Bisher wurden vor allem Eschenbestände in Michigan (USA), Ohio (USA) und Ontario (Kanada) geschädigt. Es wird geschätzt, dass mittlerweile etwa 60 Millionen Weiß-Eschen dem Käfer zum Opfer gefallen sind und das Insekt wird als das zerstörerischste Schadinsekt angesehen, das jemals in den Wäldern der Vereinigten Staaten aufgetreten ist. Der zu erwartende wirtschaftliche Schaden in der Dekade 2011–2021 wird auf mindestens $ 20 Milliarden geschätzt.
Der Rostpilz Puccinia sparganioides befällt die Weiß-Esche.